# Prix Heinrich-Mann
Le prix Heinrich-Mann (en allemand : Heinrich-Mann-Preis) est un prix littéraire annuel décerné en RDA à partir de 1953 par l'Académie des arts de la RDA, puis dans l'Allemagne réunifiée après 1990. En mémoire de l'écrivain allemand Heinrich Mann, le prix récompense des œuvres qui portent un regard critique sur la société. Il est accompagné d'une récompense de 8 000 euros. On trouve parmi les lauréats de nombreux grands noms de la littérature est-allemande (Stefan Heym, Christa Wolf, Christoph Hein, Heiner Müller, etc.).

## Liste des lauréats

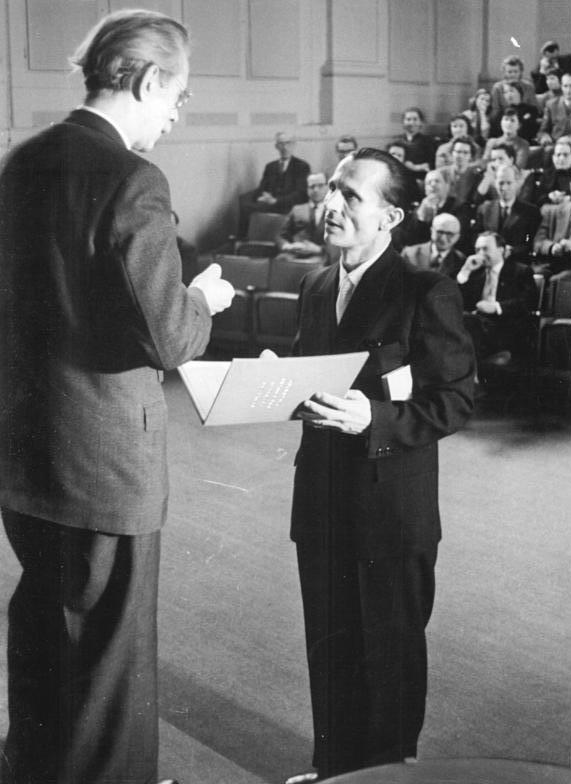
1958 Otto Nagel - Herbert Jobst

- 1953 : Stefan Heym, Wolfgang Harich, Max Zimmering
- 1954 : Gotthold Gloger, Theo Harych
- 1955 : -
- 1956 : Franz Fühmann, Rudolf Fischer, Wolfgang Schreyer
- 1957 : Hanns Maaßen, Herbert Nachbar, Margarete Neumann
- 1958 : Hans Grundig, Herbert Jobst, Rosemarie Schuder
- 1959 : Heiner Müller, Hans Lorbeer, Inge Müller
- 1960 : Helmut Hauptmann, Annemarie Reinhard
- 1961 : Dieter Noll
- 1962 : Günter Kunert, Bernhard Seeger
- 1963 : Christa Wolf
- 1964 : Günter de Bruyn
- 1965 : Johannes Bobrowski, Brigitte Reimann
- 1966 : Peter Weiss
- 1967 : Hermann Kant, Walter Kaufmann
- 1968 : Herbert Ihering
- 1969 : Werner Heiduczek, Wolfgang Joho, Alfred Wellm
- 1970 : Fritz Selbmann, Jeanne Stern, Kurt Stern, Martin Viertel
- 1971 : Jurek Becker, Erik Neutsch, Herbert Otto
- 1972 : Karl-Heinz Jakobs, Fred Wander
- 1973 : Ulrich Plenzdorf, Helga Schütz
- 1974 : Kurt Batt, Gerhard Wolf
- 1975 : Irmtraud Morgner, Eberhard Panitz
- 1976 : Annemarie Auer, Siegfried Pitschmann
- 1977 : Erich Köhler, Joachim Nowotny
- 1978 : Karl Mickel
- 1979 : Fritz Rudolf Fries
- 1980 : Volker Braun, Paul Gratzik
- 1981 : Peter Hacks
- 1982 : Christoph Hein, Werner Liersch
- 1983 : Friedrich Dieckmann, Helmut H. Schulz
- 1984 : Heinz Czechowski
- 1985 : Helga Königsdorf, Bernd Leistner
- 1986 : Helga Schubert, Heidi Urbahn de Jauregui
- 1987 : Luise Rinser
- 1988 : Fritz Mierau
- 1989 : Wulf Kirsten
- 1990 : Adolf Endler, Elke Erb
- 1991 : Peter Gosse, Kito Lorenc
- 1992 :
- 1993/94 : Lothar Baier
- 1995 : Hans Mayer
- 1996 : Julius Posener
- 1997 : Michael Rutschky
- 1998 : Karl Markus Michel
- 1999 : Katharina Rutschky
- 2000 : Dubravka Ugrešić
- 2001 : Walter Boehlich
- 2002 : Götz Aly
- 2003 : Wolfgang Schivelbusch
- 2004 : Claudia Schmölders
- 2005 : Ivan Nagel
- 2006 : Peter von Matt
- 2007 : Karl Heinz Bohrer
- 2008 : Heinz Schlaffer
- 2009 : Hanns Zischler
- 2010 : Michael Maar
- 2011 : Marie-Luise Scherer
- 2012 : Uwe Kolbe
- 2013 : Robert Menasse
- 2014 : Robert Schindel
- 2015 : Adam Zagajewski
- 2016 : Gunnar Decker
- 2017 : Gisela von Wysocki
- 2018 : Christian Bommarius

- 2019 : Danilo Scholz
- 2020 : Eva Horn
- 2021 : Kathrin Passig[1]
- 2022 : Lothar Müller[2]
- 2023 : György Dalos[3]